# Торонтская школа коммуникаций
Торонтская школа коммуникаций (англ. Toronto School of communication theory) — научная школа в теории коммуникаций, занимающаяся изучением понятия «медиа», а также его влияния на экономическую, политическую и социальную сферу жизни общества. Свое название эта школа получила благодаря тому, что основные представители этого направления — Гарольд Иннис и Маршалл Маклюэн — работали в Торонтском университете. Маклюэн преимущественно изучал психологические и физиологические эффекты СМИ, в то время как Инниса интересовали социально-экономические, культурные и материальные последствия влияния СМИ.

## История возникновения
Основателем Торонтской школы коммуникаций принято считать Гарольда Инниса, который во второй половине 1940-х годов решил отойти от экономических исследований и начал заниматься теорией коммуникаций (см. Коммуникационные теории Инниса). Поводом для обращения к данной проблематике стало ощущение Иннисом политической нестабильности и культурного кризиса, в котором оказалось западное общество в XX в.
Иннис заинтересовался влиянием средств коммуникаций на развитие цивилизаций. С конца Второй мировой войны до своей смерти в 1952 году Иннис работал над исследованием социальной истории коммуникаций за последние 4000 лет. После своей смерти он оставил множество работ, основными из которых принято считать: «Империя и коммуникации» (1950) и «Предвзятость в коммуникациях» (1951).
Работы Инниса оказали влияние на концепцию Маклюэна, который в течение 1960-х годов опубликовал ряд исследований, которые позволили завоевать ему всеобщее признание. Среди них «Галактика Гутенберга: Становление человека печатающего» (1962), «Понимание медиа: Внешние расширения человека» (1964), «Медиа — это сообщение: Перечень последствий» (1967).
Среди представителей этой школы следует также упомянуть имена У. Дж. Онга, Б. Андерсона, а также ряд других авторов.
Ученые выделяют следующие аспекты, которые объединяют подходы Маклюэна и Инниса:
- интерес не к структуре коммуникации, а к процессу,
- внимание к последствиям коммуникации,
- акцент на технологии коммуникации, то есть на медиа[2].

## Основные положения
Иннис выделял «три монополии» в общественной жизни:
- монополию знаний, то есть которая воплощается в культурной и в образовательной сфере;
- монополию богатства, которая воплощается в экономической сфере;
- монополию силы, которая воплощается в военной или политической сфере[3].

Разные средства коммуникации, с точки зрения Инниса, и разная их популярность в различные периоды времени обуславливали разные общественные устройства, разные общественные представления, разные типы политических, экономических или иных отношений в обществе.
Иннис выделял два типа медиа:
- пространственно-ориентированные;
- временно-ориентированные[4].

Каждый тип медиа способствовал созданию государств определенного типа. В качестве примера временно-ориентированных медиа он приводил глину, камень, пергамент — те материалы, которые были сложны в обработке, но вместе с тем более долговечны. Они позволяли надолго сохранять относительно небольшой объем социально-значимой информации. В результате, этот тип медиа способствовал централизации государственного управления, сакрализации знания, укреплению религиозных ценностей, и иерархической социальной организации.
Пространственно-ориентированные медиа изготавливались из легких и простых материалов, например, из бумаги и папируса, что позволяло быстро и эффективно доносить большие объемы информации до широкой аудитории. Это способствовало созданию крупных империй. Однако, пространственно-ориентированные медиа не могут обеспечить историческую сохранность информации, отсюда и возникает политическая и культурная нестабильность в обществе. Для формирования стабильного общества необходим баланс между пространственными и временными медиа. По мнению Инниса, подобный баланс в западной культуре был достигнут лишь дважды — в Греции и в Византии.
Иннис оказал большое влияние на Маклюэна. об этом ученый написал в предисловии к своей книге «Галактика Гутенберга» (1961). Маклюэн исследовал основные сдвиги в человеческой истории, которые были связаны с появлением новых средств массовой коммуникации.
Маклюэн выделил три этапа в развитии цивилизации:
- дописьменная культура (на этом этапе устная речь является основным средством коммуникации);
- письменно-печатная культура (основное средство коммуникации — письменная речь);
- современный этап или «глобальная деревня» (основан на аудиовизуальных средствах коммуникации)[5].

В своих книгах он заявил, что человечество развивается от линейного, базирующегося на грамотности мышления к нелинейной электронной мысли. Он провозгласил, что «носитель информации и есть сообщение».
Согласно Маклюэну, «глобальная деревня» — новая форма социальной организации, которая возникнет, когда весь мир будет связан сверхскоростными электронными медиа в одну огромную социальную систему. Маклюэна, в отличие от Инниса, не интересовал вопрос управления этой «глобальной деревней», ему было интересно, как медиа воздействуют на органы чувств. Он утверждал, что медиа буквально расширяют слух, зрение и осязание. Маклюэн считал, что медиа предоставляют новые возможности для обычного человека и позволят ему мгновенно быть повсюду.
Кроме того, Маклюэн разработал концепцию «горячих» (hot) и «холодных» (cool) медиа. Горячие медиа позволяют расширить одно чувство до степени высокой определенности, практически не оставляют аудитории простора для довершения. Холодные медиа характеризуются высокой степенью участия аудитории, но низкой степенью определенности.

## Влияние на науку
Маклюэн был одним из первых учёных, обративших внимание на изучение коммуникаций. До него в 1950-х и 1960-х годах факультеты и кафедры коммуникационных технологий редко встречались в университетах, и только в 1970-е и 1980-е годы они становятся все более популярными.
Кроме того, идеи представителей Торонтской школы коммуникаций оказали влияние на ученых конца XX, начала XXI века. В частности, современные исследования медиаэкологии, который активно разрабатываемые современными учеными, опираются на теории Инниса и Маклюэна.

## Критика
В 1960—1970-е гг. североамериканские критики Д. Кэрри, С. Финкельстайн, Д. Миллер подвергли критике теории М.Маклюэна, утверждая, что в них мало смысла, они пронизаны техническим детерминизмом и являются тупиком в исследованиях социологии массовых коммуникаций. Им вторит российский исследователь Л. М. Землянова. Обращая внимание на различие в методологических подходах Г. Инниса и М. Маклюэна, она подчеркивает, что если Иннис «стремился к историзму, то Маклюэн — к техническому детерминизму».
Дж. Кертис отметил, что многие из идей М. Маклюэна были высказаны другими авторами. Например, теория о глобальной деревне была разработана Л. Мамфордом в рамках его концепции «единственного в мире человека».

## В массовой культуре
В 1965 Том Вулф написал знаменитый очерк о Маклюэне, озаглавленный «А, что, если он прав?», в котором допускал вероятность что Маклюэн может считаться «самым важным мыслителем со времен Ньютона, Дарвина, Фрейда, Эйнштейна и Павлова».
Афоризмы и высказывания Маклюэна, такие как «The medium is the message» («носитель информации является самим посланием (сообщением)» и «Global village» («глобальная деревня») прочно вошли в западный менталитет и культуру. Маклюэн предсказал эффект воздействия телевидения на общество, суть и природу рекламы, а также сорок лет назад ясно описал изменения в обществе, которые мы увидели совсем недавно, вместе с появлением Интернета.
Кроме того, о Маршалле Маклюэне было снято несколько фильмов:
- Пробуждение Маклюэна (англ. McLuhan’s Wake), реж. Кевин Макмэхон
- Азбука Маршалла Маклюэна (англ. Marshall McLuhan’s ABC), реж. Дэвид Соубельман
- Исследования Маклюэна (англ. The McLuhan Probes) реж. Дэвид Соубельман
- Вне орбиты (англ. Out Of Orbit) реж. Карл Бессэ